# Radio Dalmacija
Radio Dalmacija (deutsch: Radio Dalmatien) ist ein privater kroatischer Hörfunksender mit Sitz in der Stadt Split.

## Musik
Radio Dalmacija orientiert sich an regionaler Volks- und Schlagermusik sowie internationaler Hits der letzten 4 Jahrzehnte.

## Frequenzen
Radio Dalmacija sendet auf 12 UKW-Frequenzen in Kroatien (87,8, 88,3, 88,5, 96,4, 99,6, 100,0, 100,5, 105,5, 106,1, 106,3, 106,9 und 107,3 MHz)